# Elasmotherium
Elasmotherium è un genere estinto di rinoceronte di grandi dimensioni, endemico dell'Eurasia, vissuto tra il Miocene superiore e il Pleistocene superiore, circa 7-0,039 milioni di anni fa. Una datazione più recente, di 26000 anni fa, è considerata meno affidabile. Questo animale rappresentava l'ultimo membro degli Elasmotheriinae, un gruppo distintivo di rinoceronti separato dai Rhinocerotinae, il gruppo che include i rinoceronti moderni. Sulla base di fossili e prove molecolari, si stima che i due gruppi si siano separati almeno 35 milioni di anni fa.
Il genere Elasmotherium contiene cinque specie. Fa la sua prima apparizione nel record fossile durante il Miocene superiore in Cina, probabilmente evolvendosi da Sinotherium, prima di diffondersi nella steppa pontico-caspica, nel Caucaso e in Asia centrale. La specie più nota, E. sibiricum, comunemente chiamata «unicorno siberiano», era grande quanto un mammut e si ritiene fosse dotata di un lungo e robusto corno frontale. Come tutti i rinoceronti, gli elasmoteri erano erbivori. Tuttavia, a differenza di altri rinoceronti e della maggior parte degli ungulati (eccetto alcuni notoungulati), possedevano molari a corona alta e in continua crescita, probabilmente adattati a una dieta basata principalmente sull'erba. Le sue zampe, più lunghe rispetto a quelle di altri rinoceronti, erano adattate al galoppo, conferendo a questo animale un'andatura simile a quella di un cavallo.

## Descrizione

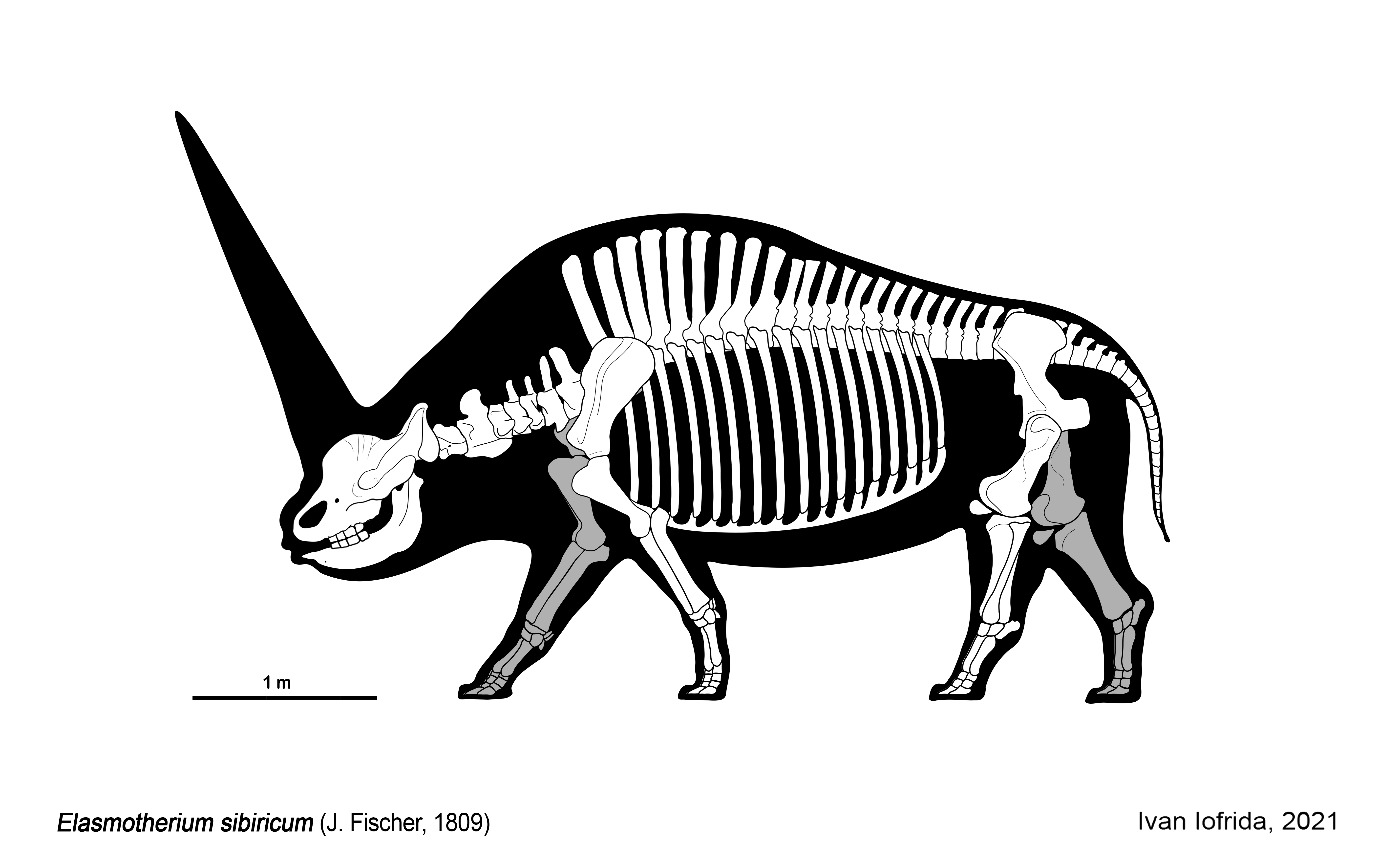
Dimensioni e ricostruzione scheletrica di E. sibiricum

Elasmotherium è tipicamente ricostruito come un animale lanoso, basandosi sull'analogia con altri membri della megafauna contemporanea, come i mammut lanosi e i rinoceronti lanosi. Tuttavia, alcune rappresentazioni lo raffigurano con una pelle nuda e coriacea, simile a quella dei rinoceronti moderni. Nel 1948, il paleontologo russo Valentin Terjaev propose che Elasmotherium fosse semi-acquatico, dotato di un corno a cupola e somigliante a un ippopotamo. Questa ipotesi si basava sulle presunte quattro dita dell'animale, simili a quelle dei tapiri delle zone umide, in contrasto con le tre dita tipiche degli altri rinoceronti. Tuttavia, questa interpretazione è stata successivamente smentita, poiché si è dimostrato che Elasmotherium aveva solo tre dita funzionali, invalidando la ricostruzione di Teryaev.
Questo mammifero raggiungeva dimensioni straordinarie: gli esemplari di E. sibiricum potevano raggiungere una lunghezza massima di 4,5 metri e un'altezza al garrese superiore ai 2 metri. E. caucasicum era ancora più grande, arrivando a 5 metri di lunghezza e a un peso stimato tra 3,6 e 4,5 tonnellate, rendendo Elasmotherium il più grande rinoceronte del Quaternario. Entrambe le specie erano tra i rinoceronti più grandi mai esistiti, paragonabili al mammut lanoso e significativamente più grandi del contemporaneo rinoceronte lanoso. Le sue zampe erano adattate per il galoppo e più lunghe rispetto a quelle degli attuali rinoceronti, conferendo all'animale un'andatura simile a quella di un cavallo, suggerendo una notevole velocità nonostante la stazza. I piedi erano unguligradi, con arti anteriori più grandi e robusti rispetto ai posteriori, entrambi dotati di tre dita funzionali e un quinto metacarpale vestigiale.
Dal punto di vista dentale, come gli altri rinoceronti, Elasmotherium possedeva due premolari e tre molari per la masticazione, ma era privo di incisivi e canini. Si affidava invece a un labbro prensile per strappare e portare il cibo alla bocca. Era un animale euipsodonte: i suoi molari avevano grandi corone dentali e smalto che si estendevano al di sotto della linea gengivale, con denti in continua crescita. I fossili raramente mostrano segni di radici dentali, indicando che questi animali erano altamente specializzati per una dieta a base di erba.

### Corno

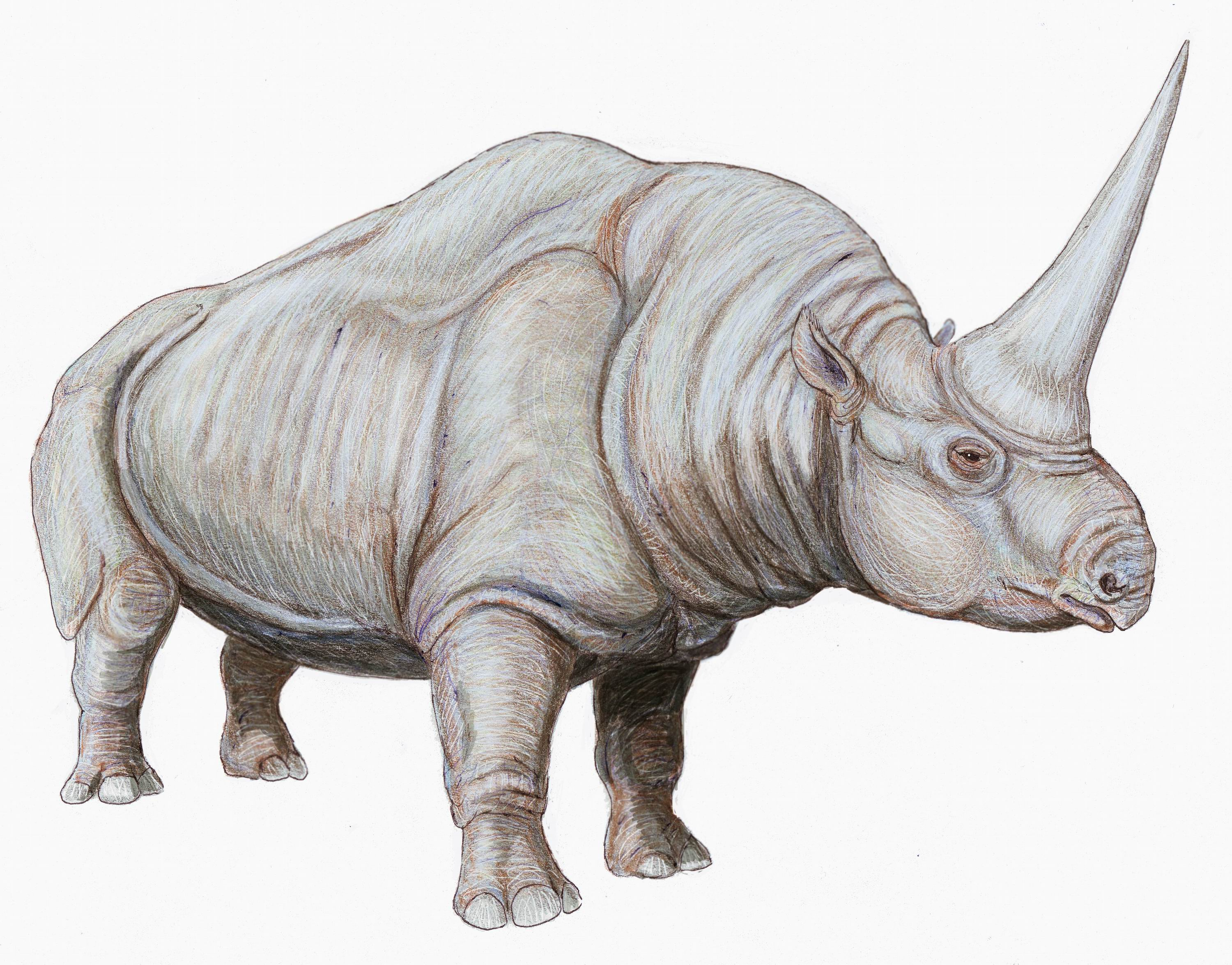
E. caucasicum, ricostruito senza peli

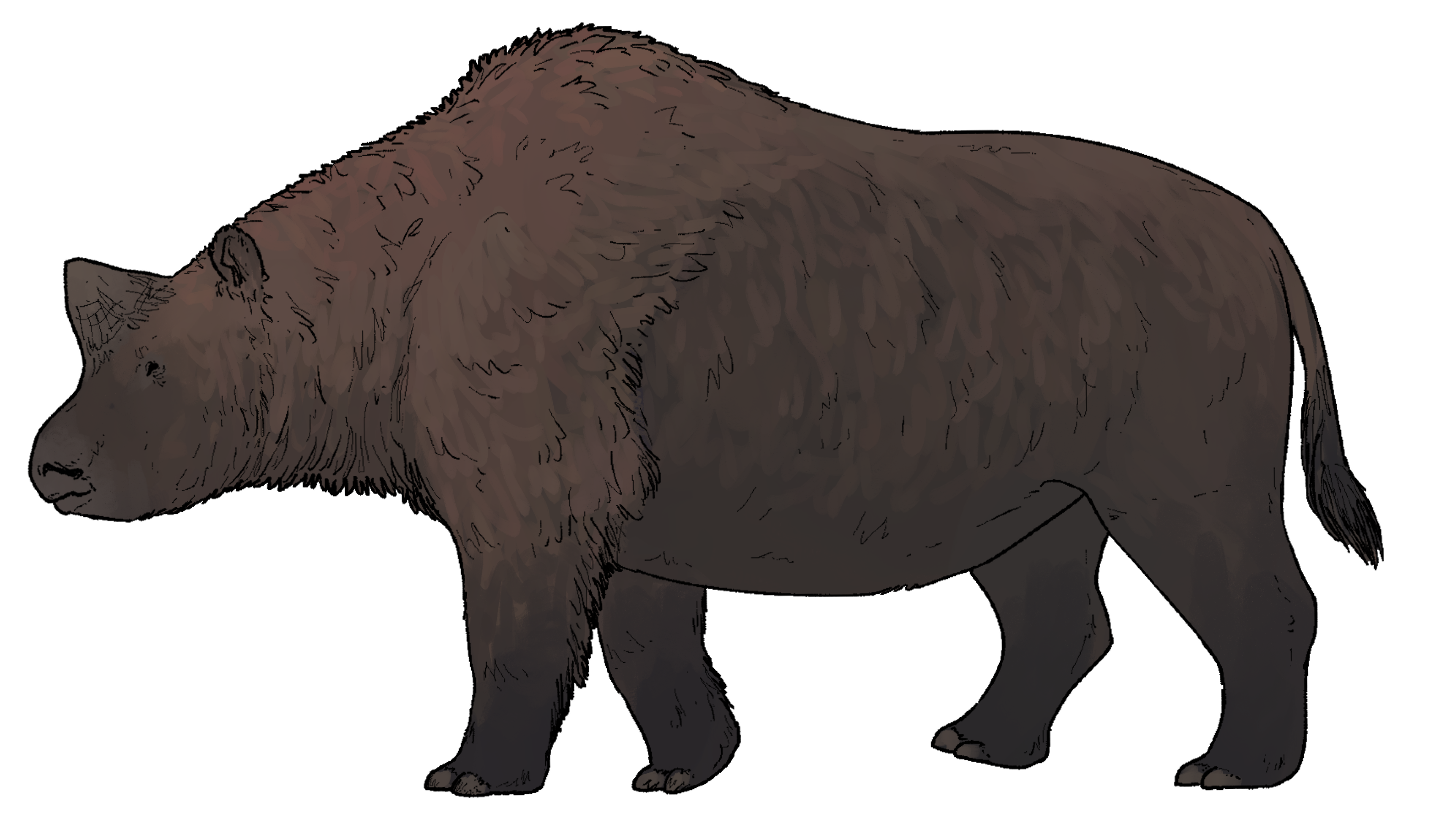
E. sibiricum, ricostruito con un corno più ridotto

Si pensa che Elasmotherium possedesse un corno cheratinoso, suggerito dalla presenza di una cupola circolare sulla fronte. Questa struttura, profonda 13 centimetri e con una circonferenza di 90 centimetri, presenta una superficie solcata che si interpreta come sede di vasi sanguigni necessari per nutrire il tessuto responsabile della crescita del corno.
Nei rinoceronti moderni, il corno non è attaccato all'osso ma cresce da un denso strato di tessuto cutaneo che si ancora all'osso, creando irregolarità e rugosità sulla sua superficie. Lo strato più esterno del corno si cornifica, ma con l'invecchiamento, il diametro del corno può ridursi a causa della degradazione della cheratina dovuta alla luce ultravioletta, all'essiccazione e all'usura. Tuttavia, depositi di melanina e calcio al centro del corno induriscono la cheratina, conferendo al corno la sua caratteristica forma resistente e distintiva.
In aggiunta, Elasmotherium presenta alte spine neurali nella regione delle spalle, probabilmente utilizzate per sostenere una grande gobba muscolare. Si pensa che questa struttura fosse funzionale per bilanciare il peso di un corno pesante e robusto.
Tuttavia, uno studio del 2021 ha messo in dubbio l'idea tradizionale che Elasmotherium avesse un corno lungo e prominente. Confrontando la cupola cranica e la muscolatura del collo con quelle dei rinoceronti moderni, i ricercatori hanno concluso che tali strutture non erano adatte a sostenere un grande corno. Piuttosto, si ritiene che l'animale possedesse un corno più piccolo e che la cupola cranica potesse avere una funzione diversa, come quella di camera di risonanza, simile a quella osservata in Rusingoryx e negli adrosauri.

## Tassonomia

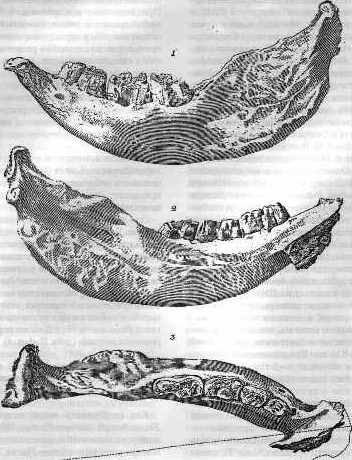
La "mandibola di Mosca", olotipo di E. sibiricum

Elasmotherium fu descritto per la prima volta nel 1809 dal paleontologo tedesco-russo Gotthelf Fischer von Waldheim. La descrizione si basava su un ramo mandibolare sinistro, quattro molari e la radice del terzo premolare, donati all'Università di Mosca dalla principessa Ekaterina Daškova nel 1807. L'esemplare fu formalmente nominato durante una presentazione del 1808 alla Società dei Naturalisti di Mosca. Il nome del genere, Elasmotherium, deriva dal greco antico elasmos («laminato») e therion («bestia»), in riferimento alla struttura laminata dello smalto dei denti. Il nome della specie sibericus si riferisce probabilmente alla Siberia, da cui provenivano gran parte degli esemplari della collezione della principessa Daškova, anche se le origini esatte del campione descritto rimangono sconosciute. Nel 1877, il naturalista tedesco Johann Friedrich von Brandt lo assegnò alla nuova sottofamiglia Elasmotheriinae, separandolo dai rinoceronti moderni. Nel 1997, con la classificazione di McKenna e Bell, Elasmotherium fu collocato nella sottofamiglia Rhinocerotinae, considerandolo strettamente imparentato con i rinoceronti lanosi e quelli odierni. Tuttavia, un'analisi del genoma mitocondriale completo di un esemplare di E. sibiricum confermò la classificazione originaria di von Brandt, dimostrando che Elasmotherium fosse il sister taxon di tutti i rinoceronti viventi. Il tempo di divergenza tra questi gruppi è stato stimato in 47,4 milioni di anni fa, con un intervallo di confidenza del 95% compreso tra 41,9 e 53,2 milioni di anni fa.
Il genere è noto da centinaia di siti di ritrovamento sparsi in tutta l'Eurasia, dall'Europa orientale alla Cina. La maggior parte dei reperti consiste in frammenti cranici e denti, ma sono stati scoperti anche scheletri quasi completi e ossa post-craniche. La suddivisione del genere in più specie si basa principalmente su sottili differenze nei denti, nelle mascelle e nella forma del cranio.

### Evoluzione
I rinoceronti sono suddivisi in due sottofamiglie, Rhinocerotinae ed Elasmotheriinae, la cui divergenza è stimata tra 47,3 e 35 milioni di anni fa. Elasmotherium è l'unico membro degli Elasmotheriinae sopravvissuto al Miocene, mentre gli altri generi si estinsero con l'espansione delle savane. La specie più antica di Elasmotherium è E. primigenium, risalente al Miocene superiore, rinvenuta nella Contea di Dingbian, nella provincia di Shaanxi, Cina. Si ritiene che Elasmotherium si sia evoluto da Sinotherium, un altro genere di elasmoteri anch'esso originario della Cina. Il genere raggiunse l'Europa orientale circa 2,5 milioni di anni fa, durante le prime fasi del Pleistocene.
L'ipsodontia, caratteristica in cui i molari presentano corone alte con smalto che si estende al di sotto della linea gengivale, è considerata una peculiarità degli Elasmotheriinae. Questa adattabilità dentale potrebbe essere stata una risposta evolutiva ai grani abrasivi presenti nelle zone ripariali lungo i fiumi.

### Specie

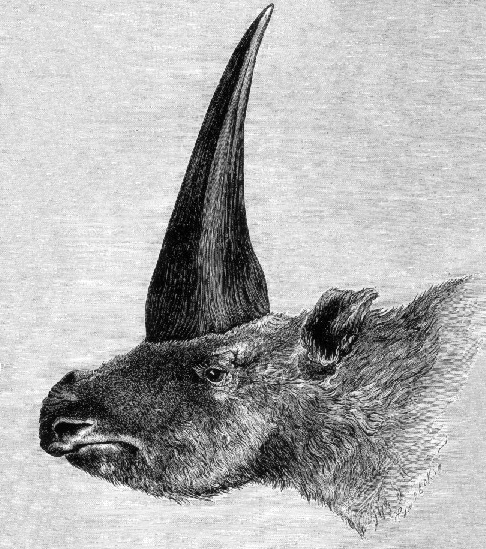
Prima ricostruzione pubblicata (1878) di E. sibiricum, di Rashevsky, sotto la supervisione di AF Brant

Sono riconosciute quattro cronospecie di Elasmotherium, ordinate cronologicamente dalla più antica alla più recente: E. chaprovicum, E. peii, E. caucasicum e E. sibiricum. Queste specie coprono un intervallo che va dal Pliocene superiore al Pleistocene superiore.

#### E. chaprovicum
Inizialmente considerato un esemplare di E. caucasicum, un elasmoterino del Khaproviano o Complesso Faunistico di Khaprov è stato successivamente classificato come una nuova specie, E. chaprovicum (Shvyreva, 2004), dal nome del complesso faunistico. Il Khaproviano risale al Villafranchiano medio (MN17), che comprende il Piacenziano del Pliocene e il Gelasiano del Pleistocene inferiore. Questa specie è datata tra 2,6 e 2,2 milioni di anni fa ed è nota da reperti nel Caucaso settentrionale, in Moldavia e in Asia.

#### E. peii
Descritta per la prima volta da Chow nel 1958, E. peii è basata su resti ritrovati nella provincia di Shaanxi, Cina. Ulteriori fossili provenienti dalla stessa regione sono stati descritti nel 2018. Sebbene alcuni autori abbiano proposto di sinonimizzare questa specie con E. caucasicum, oggi è generalmente considerata una specie distinta. E. peii appartiene al Complesso Faunistico di Psekups, datato tra 2,2 e 1,6 milioni di anni fa.

#### E. caucasicum
Questa specie fu descritta per la prima volta nel 1914 dal paleontologo russo Aleksei Borissiak, che ne identificò la presenza nell'area del Mar Nero, nell'ambito dell'Unità Faunistica di Taman del Pleistocene inferiore (1,1-0,8 milioni di anni fa). E. caucasicum era il mammifero più comune di questa unità e si pensa rappresenti un ceppo ancestrale di E. sibiricum. La specie è nota anche nel nord della Cina, dove è stata trovata nei depositi dell'assemblaggio di Nihewan, estinguendosi circa 1,6 milioni di anni fa. Questo suggerisce una divergenza evolutiva di Elasmotherium tra Russia e Cina.

#### E. sibiricum
La specie tipo, E. sibiricum, fu descritta da Johann Fischer von Waldheim nel 1808. È la cronospecie più recente, risalente al Pleistocene medio. Il suo areale si estendeva dalla Russia sudoccidentale alla Siberia occidentale, fino all'Ucraina e alla Moldavia.

## Paleobiologia

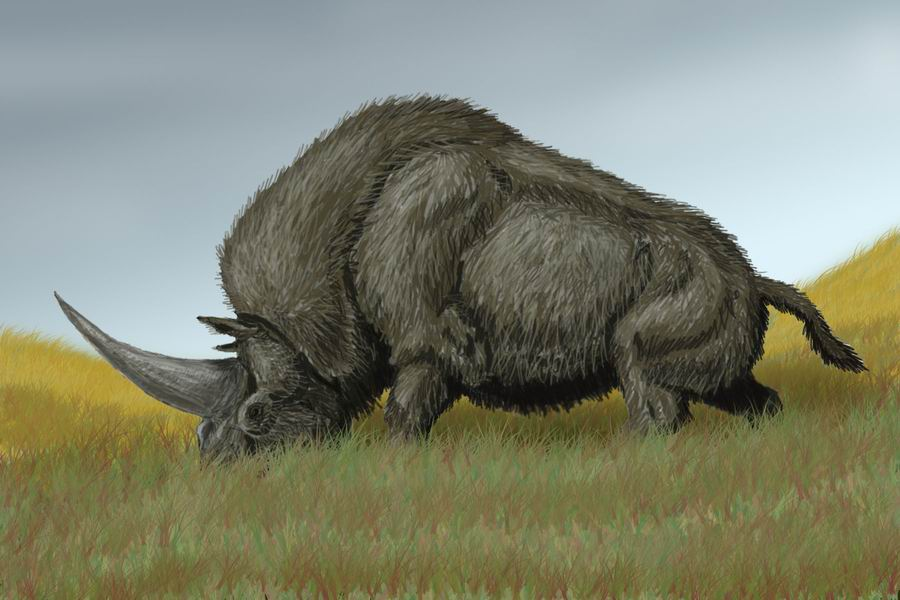
Ricostruzione di E. sibiricum in un ambiente steppico

### Dieta
I moderni mammiferi ungulati ipsodonti si nutrono principalmente di erba, pascolando in ambienti aperti. L'ipsodontia stessa è probabilmente un adattamento alla masticazione di erba dura e fibrosa. L'usura dentale osservata in Elasmotherium è simile a quella dei moderni rinoceronti bianchi, e in entrambi gli animali l'orientamento della testa, rivolto verso il basso, indica uno stile di vita da pascolatori, con la capacità di nutrirsi esclusivamente di piante basse. In particolare, la testa di Elasmotherium aveva l'angolo di orientamento più ottuso tra tutti i rinoceronti conosciuti, consentendogli di raggiungere esclusivamente i livelli più bassi di vegetazione. Questo suggerisce che l'animale fosse un pascolatore abituale. Inoltre, Elasmotherium presentava segni di euipsodontia, una caratteristica in cui le corone dentali crescono continuamente, tipica di animali come i roditori. Questa fisiologia dentale unica potrebbe essere stata influenzata dall'estrazione di cibo da terreni umidi e ricchi di granelli abrasivi. Di conseguenza, Elasmotherium potrebbe aver abitato sia le steppe dei mammut sia le zone ripariali lungo i fiumi, un comportamento simile a quello dei mammut suoi contemporanei.

### Movimento
Elasmotherium presentava arti simili a quelli del rinoceronte bianco, un animale capace di raggiungere una velocità di corsa di 30 km/h e una velocità massima di 40-45 km/h. Tuttavia, con un peso stimato di circa 5 tonnellate, Elasmotherium era il doppio più pesante del rinoceronte bianco, il che limitava la sua andatura e mobilità. Si ritiene che fosse in grado di raggiungere velocità significativamente inferiori. Per confronto, gli elefanti, che pesano tra 2,5 e 11 tonnellate, non superano una velocità di 20 km/h.

### Estinzione
In passato si riteneva che Elasmotherium si fosse estinto circa 200000 anni fa, come parte di una normale estinzione di specie. Tuttavia, frammenti cranici di E. sibiricum provenienti dalla regione di Pavlodar, in Kazakistan, indicano che questa specie sopravvisse fino a circa 36–35000 anni fa nelle pianure siberiane occidentali. Inoltre, resti isolati risalenti a circa 50000 anni fa sono stati rinvenuti nelle grotte siberiane di Smelovskaya e Batpak, probabilmente trascinate lì da predatori.
Queste date si collocano nel periodo dell'estinzione del Pleistocene, durante la quale scomparvero molte specie di grandi dimensioni, ovvero quelle che superavano i 45 kg. Questa estinzione è stata attribuita a una combinazione di fattori, tra cui un clima più freddo che favorì muschi e licheni a scapito delle erbe, e la migrazione degli esseri umani moderni nell'area, che potrebbe aver contribuito ulteriormente alla pressione sulle popolazioni residue.

## Testimonianze storiche

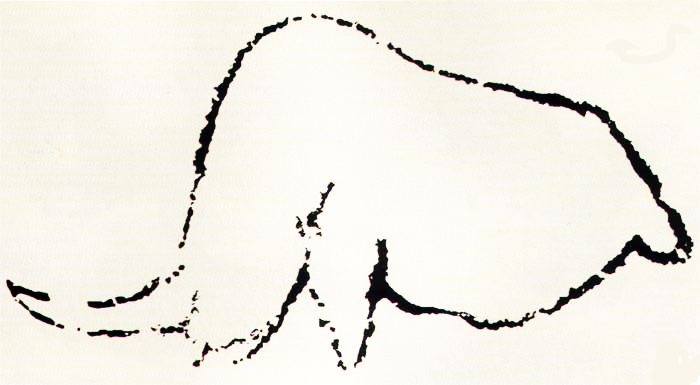
Arte paleolitica dalla grotta di Rouffignac, Francia, interpretata come Elasmotherium

L'elasmoterio si estinse probabilmente in epoca preistorica, ma alcune fonti suggeriscono che possa essere sopravvissuto abbastanza a lungo da lasciare tracce nelle leggende umane. L'Enciclopedia Nordisk familjebok e lo scienziato Willy Ley riportano che il popolo evenco della Russia ricordava un enorme toro nero con un unico corno sulla testa, un'immagine che potrebbe riferirsi a Elasmotherium. Inoltre, il viaggiatore medievale Ibn Fadlan, considerato una fonte affidabile, descrisse un animale che potrebbe corrispondere a Elasmotherium, situato nel nord-est dell'attuale Iran.
Ibn Fadlan descrisse l'animale con queste parole:
Alcuni studiosi hanno ipotizzato che la possibile sopravvivenza di Elasmotherium in tempi storici abbia contribuito all'origine del mito dell'unicorno. La descrizione di Ibn Fadlan richiama infatti l'unicorno karkadann della Persia e lo zhi della tradizione cinese, che potrebbero rappresentare una reminiscenza culturale di questo animale.